# Homoki aszúszegfű

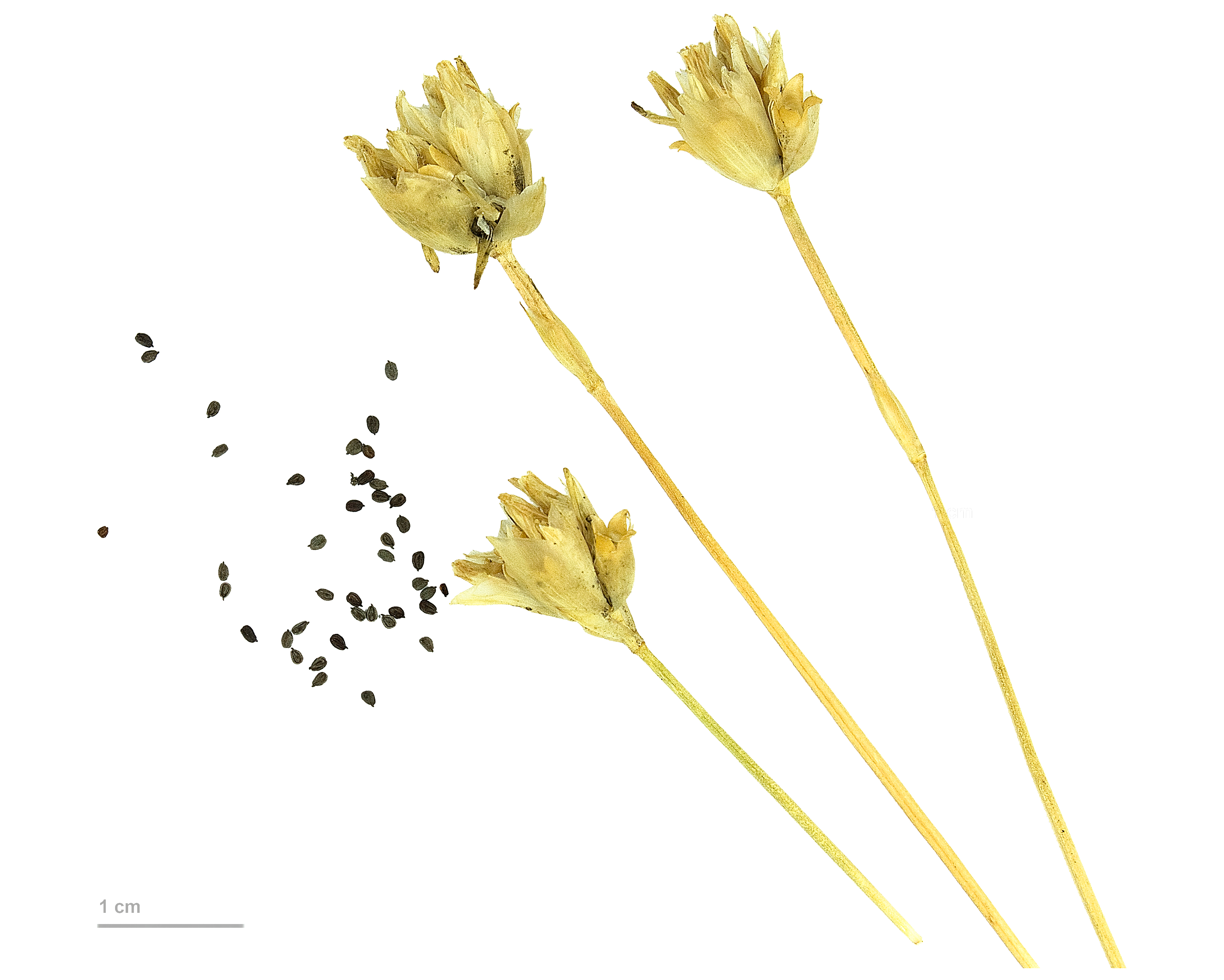
Petrorhagia prolifera

Az aszúszegfű (Petrorhagia prolifera) a szegfűfélék (Caryophyllaceae) családjába tartozó aszúszegfű (Petrorhagia) nemzetség három, Magyarországon is honos faja közül a leggyakoribb — éppen ezért gyakorta egyszerűen csak aszúszegfűnek nevezik.

## Megjelenése, felépítése
Körülbelül 15–30 cm magasra nő. Felálló szára egyenes, hengeres, merev. Keskeny, szálas, szárra lefutó levelei a család többi tagjáéhoz hasonlóan keresztben átellenesen állnak. A levelek kapcsolódásánál a szár csomószerűen megvastagodott. Az apró, pár mm-es virágok sárgásbarna, hártyás álcsészelevelekből lógnak ki. A sziromlevelek halvány rózsaszínűek. Toktermése sok apró, fekete magot rejt.

## Életmódja, élőhelye
Napsütötte réteken, sziklagyepeken, homokpusztákon, tehát száraz, meleg, sekély termőrétegű ökológiai fülkékben él. Május–júliusban virágzik.